# Маврокордато Юрій Олександрович
Юрій Олександрович Маврокордато (рос. Юрий Александрович Маврокордато; нар. 8 лютого 1930 — пом. ?) — радянський футбольний арбітр (представляв Миколаїв), суддя всесоюзної категорії (1972), увійшов до списку найкращих суддів УРСР за підсумками 1969 року.
У роки спортивної кар'єри був голкіпером в Миколаєві.
Багато років був начальником команди «Торпедо» (потім — «Суднобудівник») Миколаїв.
У першому чемпіонаті України працював інспектором на матчах нижчих ліг.
Очолював Миколаївську обласну федерацію футболу.
Обласна рада ФСТ «Колос» за підтримки Федерації футболу Миколаївської області проводить щорічний футбольний турнір пам'яті Юрія Маврокордато. Розігрується з 1988 року.

## Родина
Дружина — Маврокордато Олександра Василівна (до шлюбу Чущенко), в минулому — гравчиня збірної України з баскетболу, з 1972-го, впродовж багатьох років — очільниця миколаївського палацу спорту «Зоря», Заслужений працівник фізичної культури і спорту України.